# Backby, Norrtälje kommun
Backby är en bebyggelse på östra delen av Singö i Singö socken i Norrtälje kommun. Mellan 2015 och 2020 avgränsade SCB här en småort.